# Джон Маккормак (боксер)
Джон Маккормак (англ. John McCormack, 9 січня 1935 — 23 травня 2014) — шотландський професійний боксер, призер Олімпійських ігор, чемпіон Європи за версією EBU (1961—1962) у середній вазі.

## Аматорська кар'єра
На Олімпійських іграх 1956 завоював бронзову медаль.
- В 1/8 фіналу переміг Александера Вебстера (ПАР)
- У чвертьфіналі переміг Ульріха Кієнаста (ФРН)
- У півфіналі програв Хосе Луїс Торресу (США)

## Професіональна кар'єра
1957 року дебютував на професійному рингу. Протягом 1957—1966 років провів 45 боїв. 1959 року завоював титул British за версією BBBofC та титул чемпіона Співдружності. 1961 року завоював вакантний титул чемпіона Європи за версією EBU у середній вазі.